# Mastoideus del af tindingebenet
Mastoideus del af tindingebenet eller Pars Mastoidea er den bagerste del af tindingebenet. Det har en rug overflade, hvorpå flere forskellige muskler hæfter, og det har åbninger for transmissionen af blodårer. Fra dets grænser artikulerer pars mastoidea med to andre knogler.